# Zakłady Porcelany Stołowej „Karolina”
Zakłady Porcelany Stołowej „Karolina” – nieistniejące już przedsiębiorstwo przemysłu mineralnego, założone w 1860 w Jaworzynie Śląskiej, producent porcelanowej zastawy stołowej.

## Historia

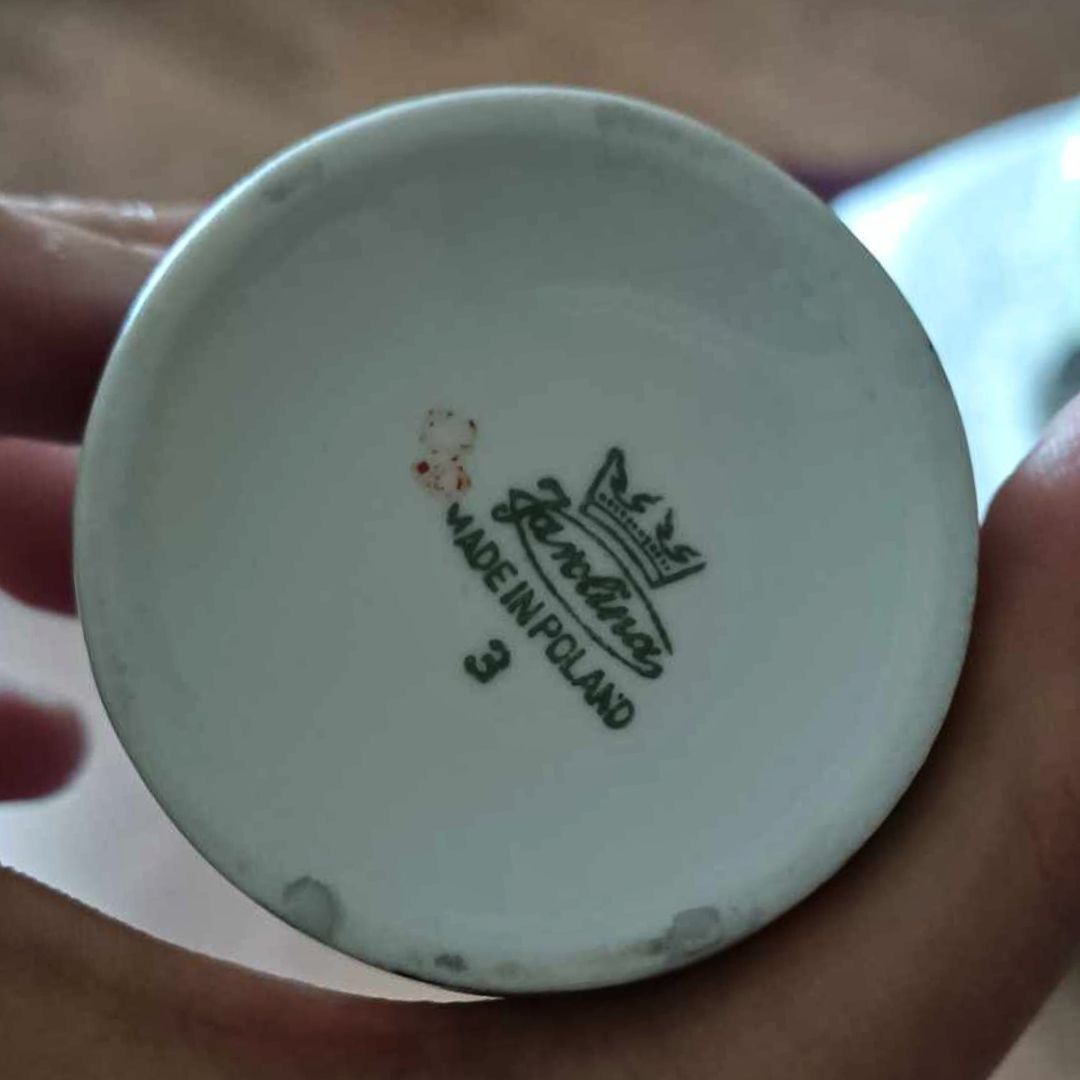
Zakład Porcelany Stołowej „Karolina”, znak wytwórcy

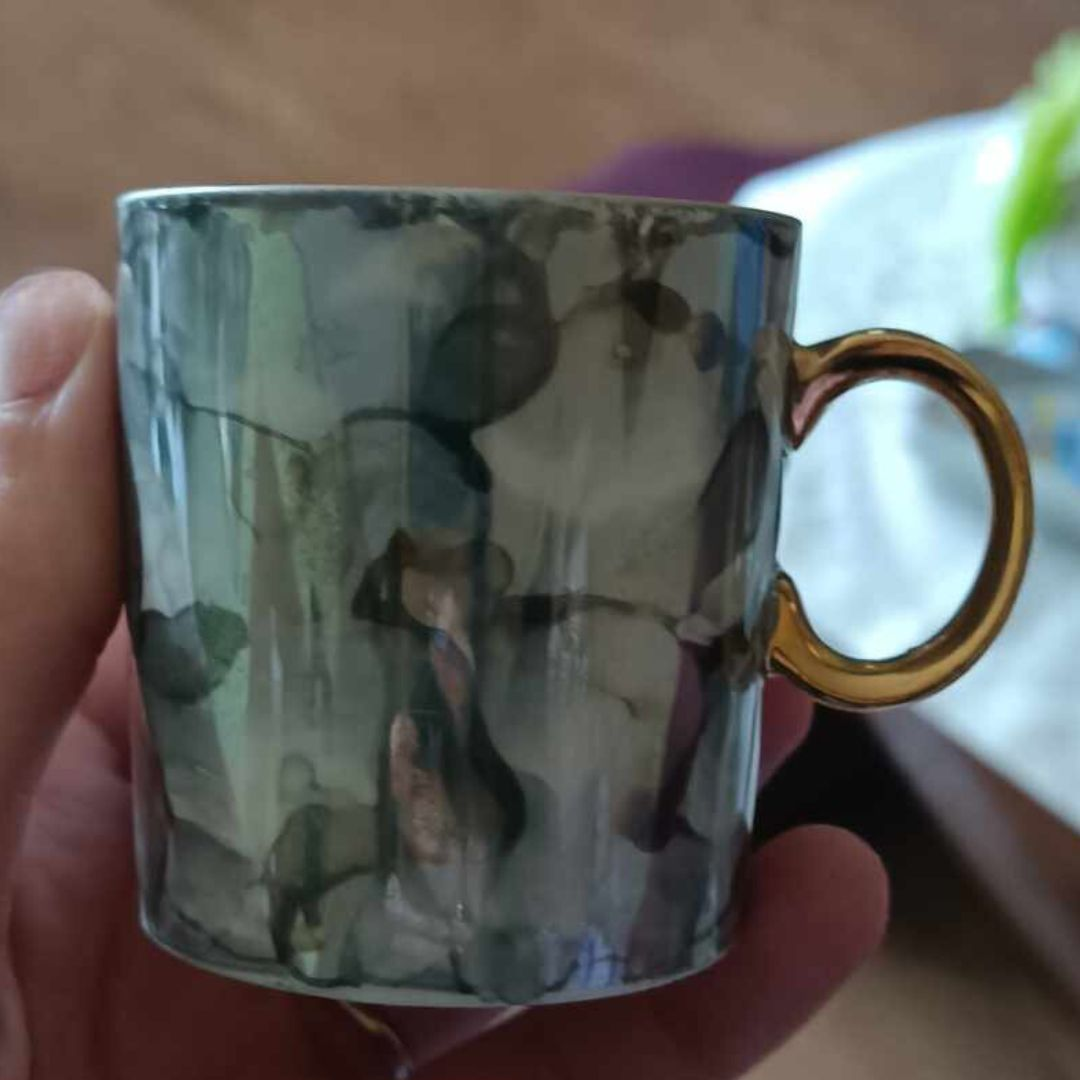
Przykładowa filiżanka Zakładu Porcelany Stołowej „Karolina”

Fabryka została założona w 1860 przez Traugotta Silbera w Jaworzynie Śląskiej (d. Königszelt), w miejscu gwarantującym łatwy dostęp do złóż gliny i węgla, z bezpośrednim dostępem do linii kolejowej. Fabryka od początku zajmowała się produkcją wysokiej klasy porcelany. W 1870 r. była ona eksponowana na wystawach przemysłowych we Wrocławiu, a w 1873 na Wystawie Światowej w Wiedniu została wyróżniona dyplomem. W 1872 r. Silber sprzedał swoje udziały Augustowi Rappsilbergowi i Carlowi Hackmannowi. Nowi wspólnicy przenieśli siedzibę główną przedsiębiorstwa do Berlina. Po kilku latach Hackmann odszedł ze spółki i jedynym właścicielem fabryki został August Rappsilberg. W 1886 r. fabryka została przejęta przez Strupp Konzern, największego inwestora w branży produkcji porcelany, który przeniósł siedzibę do Jaworzyny Śląskiej. Przedsiębiorstwo wyemitowało akcje, które wzbudziły szczególne zainteresowanie spółki Lorenz Hutschenreuther z Selb w Bawarii, która to ostatecznie została jej właścicielem w 1905 r. Inwestycje przyczyniły się do zwiększenia wydajności i podniesienia jakości wyrobów, wzrastał eksport.
Zakład rozbudowywał się i zwiększał zatrudnienie, w 1917 r. było to 670 osób, w 1922 r. – 850 osób, a w 1930 r. zatrudnienie przekroczyło 1000 osób. Firma była jednym z niewielu niemieckich przedsiębiorstw dopuszczonych do produkcji figurek Myszki Miki na licencji Disneya. Większość figurek została zniszczona jako sztuka wynaturzona w okresie III Rzeszy, a ocalałe uchodzą za kolekcjonerski rarytas. Około 1945 roku na krótko fabryka przeszła na własność Fabryki Porcelany Kahln.
Po roku 1945 fabryka znalazła się na terytorium Polski, a niemieccy pracownicy znaleźli nową pracę w Bareuther & Co AG. Marka fabryczna „Königszelt Bayern” była później wykorzystywana przez Lorenz Hutschenreuther (od 1969 r.) i Bareuther & Co AG (od 1979 r.).
W Polsce przedsiębiorstwo zostało upaństwowione i na przestrzeni lat było modernizowane, pozostając przez wiele lat producentem wysokiej jakości porcelany.
Historyczne nazwy przedsiębiorstwa:
- 1860–1872: Porzellanfabrik Silber & Comp.
- 1872–1878: Porzellanfabrik Heckmann & Rappsilber
- 1878–1886: Porzellanfabrik August Rappsilber O.H.G.
- 1886–1951: Porzellanfabrik Königszelt A.G. (około 1945 roku większość udziałów zostaje nabyta przez Kahlna)
- 1951–1957: Zakłady Porcelany Stołowej Jaworzyna Śląska
- 1957–2024: Zakłady Porcelany Stołowej „Karolina”

W 1993 roku spółka została sprywatyzowana, jedynymi udziałowcami byli aktualni i dawni pracownicy.
Na początku roku 2022 przedsiębiorstwo zostało przejęte przez spółkę HM Investment, właściciela marki Gerlach. Spółka zatrudniała wówczas prawie 480 osób.
W lutym 2024 wałbrzyski sąd ogłosił upadłość spółki. W chwili likwidacji w zakładzie pracowało 180 pracowników.